# Slikåhavet
Slikåhavet är en sjö i Älvdalens kommun i Dalarna och ingår i Dalälvens huvudavrinningsområde. Sjön har en area på 0,0365 kvadratkilometer och ligger 452,2 meter över havet.

## Delavrinningsområde
Slikåhavet ingår i det delavrinningsområde (681581-136387) som SMHI kallar för Utloppet av Noren. Medelhöjden är 456 meter över havet och ytan är 13,67 kvadratkilometer. Räknas de 17 avrinningsområdena uppströms in blir den ackumulerade arean 211,36 kvadratkilometer. Horrmundsvallen (Björnån) som avvattnar avrinningsområdet har biflödesordning 3, vilket innebär att vattnet flödar genom totalt 3 vattendrag innan det når havet efter 489 kilometer. Avrinningsområdet består mestadels av skog (45 procent) och sankmarker (32 procent). Avrinningsområdet har 2,18 kvadratkilometer vattenytor vilket ger det en sjöprocent på 15,9 procent.